# قائمة الجبال في الإمارات العربية المتحدة
| \| \|                           |                                      |
| القارة                          | آسيا                                 |
| المنطقة                         | جنوب غرب آسيا                        |
| إحداثيات جغرافية                |                                      |
| المساحة                         | 83600 (116)                          |
| الشريط الساحلي                  | 644 كم الخليج العربي 90 كم خليج عمان |
| الحدود الأرضية                  | 876 كم                               |
| الدول المجاورة وطول الحدود معها | سلطنة عمان 410 كم، السعودية 457 كم   |
| أعلى نقطة                       | جبل جيس 1900 متر                     |
| أدنى نقطة                       | مستوى البحر                          |
| فرق التوقيت                     | +3 توقيت عالمي                       |
|                                 |                                      |

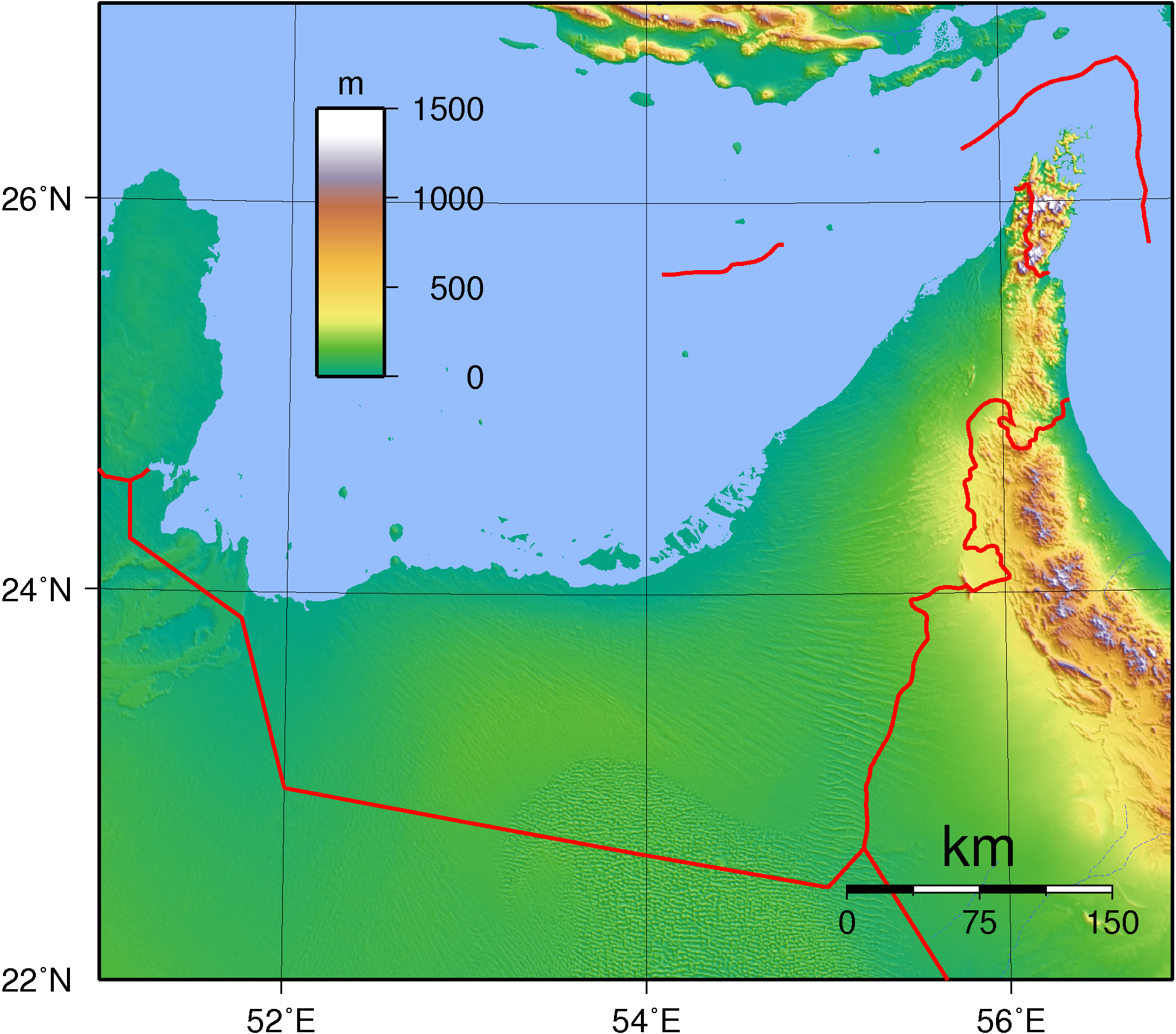
الإمارات العربية المتحدة الخريطة الطبوغرافية

الإمارات العربية المتحدة ليست دولة جبلية، فمعظم أراضيها صحراوية أو شبه صحراوية ومسطحة نسبياً، لكن لديها جبال ممتازة، وهي جزء من جبال الحجر، الموجود في شمال شرق عُمان وشرق الإمارات العربية المتحدة،  وهي الأعلى في الجزء الشرقي من شبه الجزيرة العربية.
وتقع معظم جبال البلاد التي يزيد ارتفاعها عن 1000 متر (3300 قدم) في إمارة رأس الخيمة، وليس من قبيل الصدفة أن تقع بعض أهم قممها على الحدود مع سلطنة عمان بالضبط. حيث في بعض الأحيان اتخذ موقفهم مرجعاً لترسيم الحدود بين البلدين.

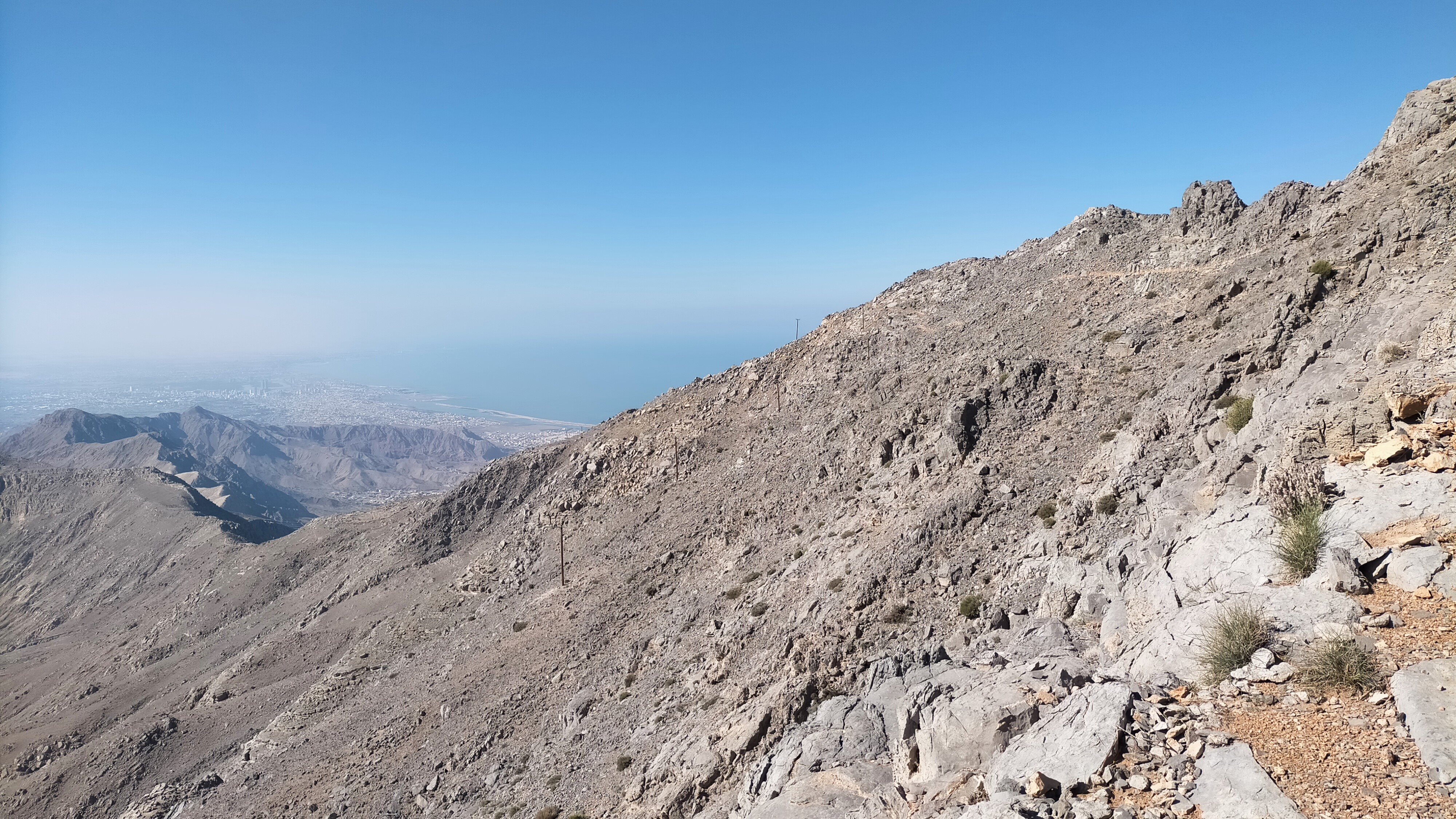
وإلى الجنوب من جبل رحبة (1543 م) توجد سلسلة من التلال يبلغ طولها حوالي 10 كيلومترات موازية للساحل.

وقع وصدق على اتفاقية الحدود في عام 2003 لكامل الحدود بين دولة الإمارات العربية المتحدة وسلطنة عمان، بما في ذلك شبه جزيرة مسندم ومدحاء في عمان، لكن محتويات الاتفاقية والخرائط التفصيلية تظهر المحاذاة، لم يتم نشرها،  على الرغم من وضع الحجارة الحدودية. إن النشر المستقبلي لهذه الاتفاقيات والخرائط قد يجعل من الضروري تعديل محتوى هذه المقالة.

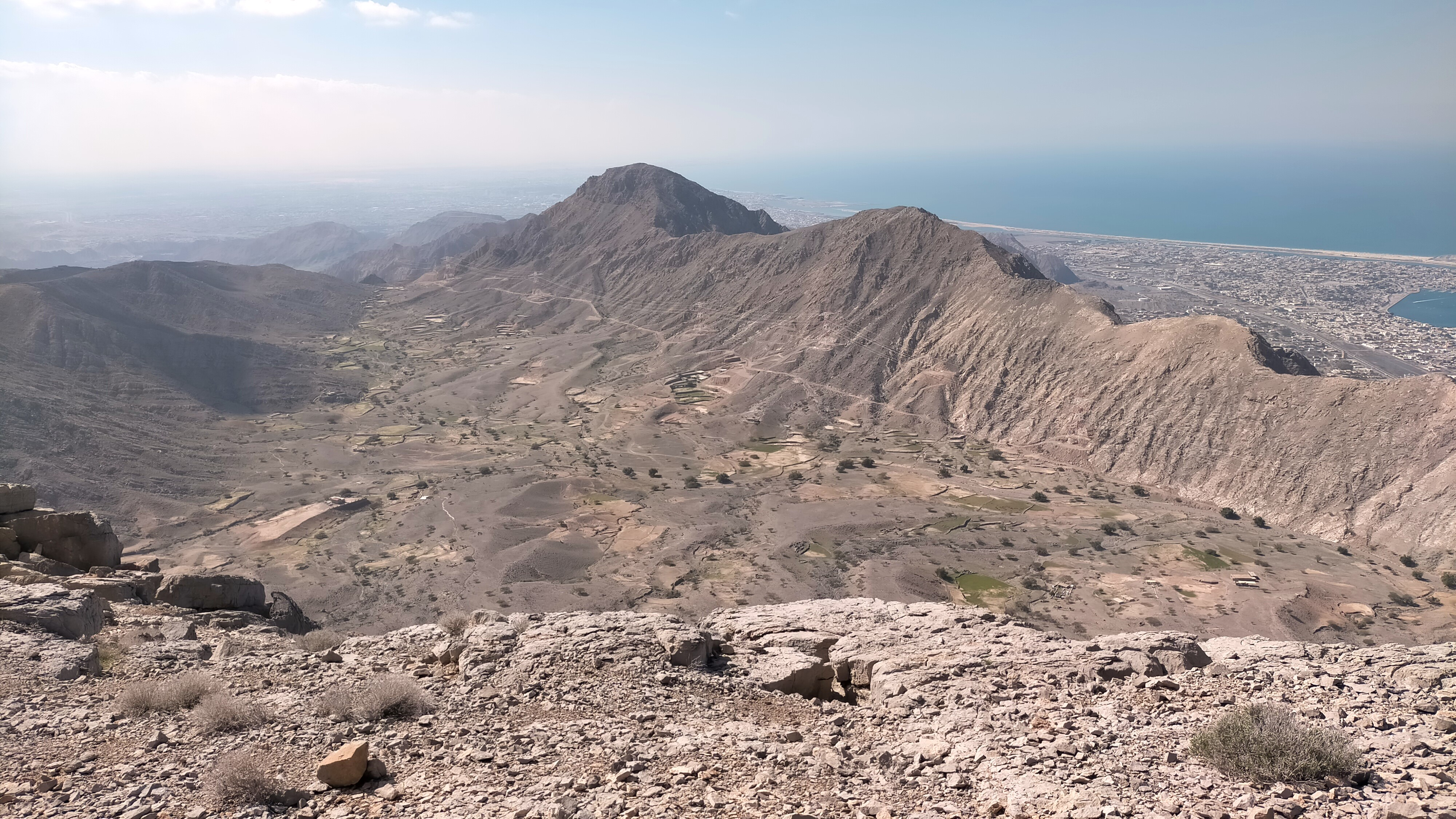
إطلالة على جبل الكباش. في الخلفية مدينة الكباش وساحل الخليج العربي

تتضمن هذه القائمة اسم وموقع القمم الواقعة بالكامل داخل أراضي دولة الإمارات العربية المتحدة، أو على الأقل التي تقع قمتها على الخط الحدودي، بغض النظر عن ارتفاعها. والقائمة مفتوحة لإضافات جديدة تشير إلى الجبال التي تتوفر فيها هذه الشروط، ومعروفة الاسم والموقع، وتكون بياناتها المرجعية مدعومة بالخرائط التاريخية أو غيرها من المصادر الوثائقية الموثوقة.
تُعرف العديد من هذه الجبال بأسماء مختلفة، نتيجة للتقاليد المحلية والنسخ المختلفة من العربية إلى الإنجليزية، بحيث تتضمن ملاحظة مرجعية فردية الأسماء البديلة التي حدد الجبل بها في مرحلة ما، مصحوبة بأسماء كل منها. مصادر وثائقية.
مثلت المنطقة في صور القمر الصناعي المختلفة، وبشكل أساسي جوجل إيرث وجوجل الفضائية وبينج القمر الصناعي. حددت الإحداثيات الدقيقة لكل قمة وارتفاعها، فيما يتعلق ارتفاع عن مستوى البحر، من خلال مقارنة الخرائط الطبوغرافية أوبن توبوماب وأوبنمابتايلز مع هذه الصور، مع التعامل مع كل منها بأكبر قدر من الدقة. الموضوعية ونفس معايير القياس لجميع القمم. في بعض الحالات، أيضًا استخدم التعرف المباشر والموقع بواسطة نظام تحديد المواقع العالمي (GPS)، أو التحقق من المراجع مقابل البيانات المقدمة من التمش والتسلق في مسارات الرحلة المنشورة على الانترنت.
في هذا المقال لم تؤخذ في الاعتبار قيم البروز، ولا العزلة الطبوغرافية، لإعطاء الأولوية لتحديد الجبال ومواقع قممها.

## قائمة الجبال
| الاسم               | الملاحظات والاستشهادات                                         | طلب | سلسلة جبال | البلد                            | الإمارة           | الارتفاع (م) | الإحداثيات                                          |
| ------------------- | -------------------------------------------------------------- | --- | ---------- | -------------------------------- | ----------------- | ------------ | --------------------------------------------------- |
| جبل الساية          | [ 6 ] [ 7 ]                                                    | 001 | جبال الحجر | · الإمارات العربية المتحدة، عُمان | رأس الخيمة        | 1٬746        | 25°58′18.8″N 56°11′30″E / 25.971889°N 56.19167°E    |
| جبل الراعي          | [ 8 ] [ 9 ] [ 10 ] [ 11 ]                                      | 002 | جبال الحجر | الإمارات العربية المتحدة         | رأس الخيمة        | 1٬691        | 25°56′39.1″N 56°09′07.9″E / 25.944194°N 56.152194°E |
| جبل سال             | [ 12 ] [ 13 ]                                                  | 003 | جبال الحجر | الإمارات العربية المتحدة         | رأس الخيمة        | 1٬575        | 25°55′57.0″N 56°10′09.2″E / 25.932500°N 56.169222°E |
| جبل حرف تيلا (رائد) | [ 14 ] [ 15 ] [ 16 ] [ 17 ] [ 18 ]                             | 004 | جبال الحجر | الإمارات العربية المتحدة، عُمان   | رأس الخيمة        | 1٬568        | 25°41′21.4″N 56°09′30.6″E / 25.689278°N 56.158500°E |
| جبل حرف تيلا        | [ 19 ] [ 16 ] [ 17 ] [ 18 ]                                    | 005 | جبال الحجر | الإمارات العربية المتحدة         | رأس الخيمة        | 1٬555        | 25°41′11.8″N 56°09′20.9″E / 25.686611°N 56.155806°E |
| جبل رحبة            | [ 20 ] [ 10 ] [ 21 ] [ 22 ] [ 23 ]                             | 006 | جبال الحجر | الإمارات العربية المتحدة         | رأس الخيمة        | 1٬543        | 25°55′33″N 56°07′00″E / 25.92583°N 56.11667°E       |
| جبل المبرح          | [ 24 ] [ 11 ] [ 25 ] [ 26 ]                                    | 007 | جبال الحجر | الإمارات العربية المتحدة         | الفجيرة           | 1٬505        | 25°38′54.9″N 56°07′42.9″E / 25.648583°N 56.128583°E |
| جبل يبير            | [ 15 ] [ 25 ] [ 27 ] [ 28 ]                                    | 008 | جبال الحجر | الإمارات العربية المتحدة         | رأس الخيمة        | 1٬489        | 25°40′04.1″N 56°08′06.0″E / 25.667806°N 56.135000°E |
| جبل يبانة (رائد)    | [ 29 ] [ 10 ] [ 11 ] [ 22 ] [ 30 ]                             | 009 | جبال الحجر | الإمارات العربية المتحدة، عُمان   | رأس الخيمة        | 1٬480        | 25°52′30.0″N 56°09′36.0″E / 25.875000°N 56.160000°E |
| جبل يبانة (صغرى)    | [ 31 ] [ 10 ] [ 11 ] [ 22 ] [ 30 ]                             | 010 | جبال الحجر | الإمارات العربية المتحدة         | رأس الخيمة        | 1٬472        | 25°52′30.8″N 56°09′29.9″E / 25.875222°N 56.158306°E |
| جبل قداعة (كبري)    | [ 32 ] [ 11 ] [ 22 ]                                           | 011 | جبال الحجر | الإمارات العربية المتحدة         | رأس الخيمة        | 1٬435        | 25°56′30.6″N 56°08′06.4″E / 25.941833°N 56.135111°E |
| أم النسور / جبل حتا | [ 33 ] [ 15 ] [ 18 ] [ 28 ] [ 34 ] [ 35 ]                      | 012 | جبال الحجر | الإمارات العربية المتحدة، عُمان   | دبي               | 1٬375        | 25°46′40″N 56°08′31″E / 25.77778°N 56.14194°E       |
| جبل خب              | [ 36 ] [ 3 ] [ 18 ] [ 37 ] [ 38 ] [ 39 ] [ 40 ] [ 41 ]         | 013 | جبال الحجر | الإمارات العربية المتحدة         | رأس الخيمة        | 1٬300        | 24°44′35.8″N 56°04′53.1″E / 24.743278°N 56.081417°E |
| جبل حفيت            | [ 42 ] [ 22 ]                                                  | 014 | جبال الحجر | الإمارات العربية المتحدة، عُمان   | أبوظبي            | 1٬145        | 26°00′53″N 56°08′39.9″E / 26.01472°N 56.144417°E    |
| جبل مسافي           | [ 43 ] [ 11 ] [ 28 ] [ 39 ] [ 44 ] [ 45 ] [ 46 ] [ 47 ] [ 48 ] | 015 | جبال الحجر | الإمارات العربية المتحدة         | رأس الخيمة فوجيرة | 1٬108        | 24°03′28.3″N 55°46′52.5″E / 24.057861°N 55.781250°E |
| جبل داد             | [ 49 ] [ 50 ] [ 51 ] [ 52 ]                                    | 016 | جبال الحجر | الإمارات العربية المتحدة         | الفجيرة           | 1٬134        | 25°18′40.0″N 56°12′37.1″E / 25.311111°N 56.210306°E |
| جبل الحديد          | [ 53 ] [ 11 ] [ 15 ] [ 23 ] [ 27 ] [ 28 ] [ 54 ]               | 017 | جبال الحجر | الإمارات العربية المتحدة         | رأس الخيمة        | 1٬054        | 25°27′17.5″N 56°13′29.9″E / 25.454861°N 56.224972°E |
| جبل كتاب            | [ 55 ] [ 10 ] [ 11 ] [ 56 ]                                    | 018 | جبال الحجر | الإمارات العربية المتحدة         | الفجيرة           | 1٬035        | 26°00′15.2″N 56°06′42.1″E / 26.004222°N 56.111694°E |
| جبل قندس            | [ 57 ] [ 11 ] [ 50 ] [ 58 ]                                    | 019 | جبال الحجر | الإمارات العربية المتحدة         | الفجيرة           | 998          | 25°01′14.1″N 56°14′30.1″E / 25.020583°N 56.241694°E |
| جبل سماح            | [ 59 ] [ 11 ] [ 22 ] [ 23 ]                                    | 020 | جبال الحجر | الإمارات العربية المتحدة، عُمان   | رأس الخيمة        | 954          | 26°00′13.0″N 56°07′14.9″E / 26.003611°N 56.120806°E |
| جبل نقاط            | [ 60 ] [ 50 ] [ 61 ]                                           | 021 | جبال الحجر | الإمارات العربية المتحدة         | رأس الخيمة        | 937          | 25°07′32.8″N 56°10′14.9″E / 25.125778°N 56.170806°E |
| جبل بو فرج          | [ 62 ] [ 3 ] [ 11 ] [ 63 ]                                     | 022 | جبال الحجر | الإمارات العربية المتحدة         | رأس الخيمة        | 913          | 24°52′15.7″N 56°03′42.2″E / 24.871028°N 56.061722°E |
| جبل نقاط            | [ 64 ] [ 22 ]                                                  | 023 | جبال الحجر | الإمارات العربية المتحدة         | رأس الخيمة        | 900          | 25°53′17.9″N 56°05′21.8″E / 25.888306°N 56.089389°E |
| جبل حوارة           | [ 65 ] [ 11 ]                                                  | 024 | جبال الحجر | الإمارات العربية المتحدة         | رأس الخيمة        | 890          | 25°05′20.9″N 56°08′29.8″E / 25.089139°N 56.141611°E |
| جبل بوليدة          | [ 66 ] [ 50 ] [ 67 ]                                           | 025 | جبال الحجر | الإمارات العربية المتحدة         | رأس الخيمة        | 830          | 25°13′07.0″N 56°10′36.8″E / 25.218611°N 56.176889°E |
| جبل الرمس           | [ 68 ] [ 15 ] [ 22 ] [ 69 ]                                    | 026 | جبال الحجر | الإمارات العربية المتحدة         | رأس الخيمة        | 761          | 25°52′10.9″N 56°04′09.1″E / 25.869694°N 56.069194°E |
| جبل قطيب            | [ 70 ] [ 10 ] [ 71 ]                                           | 027 | جبال الحجر | الإمارات العربية المتحدة         | رأس الخيمة        | 755          | 25°56′24.9″N 56°05′36.9″E / 25.940250°N 56.093583°E |